# ROCKDOM -風に吹かれて-
「ROCKDOM -風に吹かれて-」（ロックダム かぜにふかれて）は、THE ALFEEの24枚目のシングル。

## 概要
タイトルの「Rockdom」とは、RockとFreedomを掛け合わせた造語（高見沢談）。前作に続き高見沢がリードボーカル。カップリング曲は全英詞。
「THE ALFEE 1986.8.3 TOKYO BAY-AREA」のアンコールで、「ラブレター」に続き初披露された。
全共闘運動当時（＝1969年）を懐かしむような内容の歌詞、10万人コンサートの成功から、“アルフィーが解散するのではないか?”という臆測が飛んだ（全共闘運動は大学のみならず高等学校にも波及したが、アルフィーは全員1954年度生まれで当時中学生であり、直接関わった世代ではない）。
『ザ・ベストテン』でファンからの質問として「アルフィーが解散するって本当ですか?」というはがきが読まれ、それに対し坂崎が冗談で「うちに帰ってから考えます」と返したことも火に油を注ぎ、更に同年武道館で披露された「LAST STAGE」の歌詞の内容が追い打ちをかけた。
しかしその後、本人達から何の説明も無いまま解散騒動は終息し、リリースから35年以上経った2023年現在も継続して活動中である。
『ザ・ベストテン』ランキング初登場時、ロサンゼルスのA&Mレコードスタジオから衛星中継、その時当て振りで坂崎はドラムを叩いて歌唱した。
韓国の歌手イ・スヨンにより、「初恋のあの子(韓国語表記は첫사랑 그 아이)」として韓国語バージョンにてカバーされているが、歌詞の訳詞はオリジナルとは大幅に変更されている。
前作『SWEAT & TEARS』まではEP盤のみのリリースであったが、本作はカセットテープが同時にリリースされた。以降、『Victory』(1993年4月28日発売、通算37枚目)までのシングルは原則としてカセットテープの製造が行われた(『Victory』の前作である『Believe』は除く)。シングルとしてのCD化は当初行われなかったが、1988年6月21日に『ラブレター』(ポニーキャニオン移籍第一弾の作品、通算3枚目)から『1月の雨を忘れない』(本作の次々作、通算29枚目)までのシングルと共に一斉にCD化された。

## 収録曲
1. ROCKDOM -風に吹かれて-
  - 作詞・作曲：高見沢俊彦　編曲：THE ALFEE
2. DAYS GONE BY
  - 作詞・作曲：高見沢俊彦　訳詞：Linda Hennrick　編曲：THE ALFEE

## 収録作品
- AGES（#1、リミックス）
- NON-STOP THE ALFEE（#1）
- BEST SELECTION II THE ALFEE（#1、new take）
- THE ALFEE THE BEST（#1）
- THE ALFEE SINGLE HISTORY VOL.II 1983-1986（#1,2）
- THE ALFEE 單曲全集一（#1）
- THE ALFEE EMOTIONAL MESSAGE SONGS（#1）
- THE ALFEE 30th ANNIVERSARY HIT SINGLE COLLECTION 37（#1、新録）
- Alfee Get Requests! 2（#1、新録）

## 参加ミュージシャン
- 山石敬之（キーボード）
- そうる透（ドラム）
- Linda Hennrick（コーラス）- #2

## 品番
- EP:7A0627
- カセット:10P3015
- CD:S10A0132